# Reforma administracyjna Saksonii (2008)
Reforma administracyjna Saksonii (2008), niem. Kreisreform Sachsen 2008, Verwaltungs- und Funktionalreform 2008, Kreisgebietsreform 2008 – reorganizacja niemieckiego kraju związkowego Saksonia, weszła w życie z dniem 1 sierpnia 2008. 
Z 22 powiatów powstało 10 a z 10 miast na prawach powiatu pozostały 3.
W wyniku reformy zlikwidowano dotychczasowe trzy rejencje, na ich miejsce powołano dyrekcję krajową: 
- Okręg administracyjny Chemnitz
- Okręg administracyjny Drezno
- Okręg administracyjny Lipsk

Okręg administracyjny Drezno pokrywa się dokładnie z byłą rejencją, zmiana zachodzi z okręgiem Lipsk. Jest on zmniejszony o 424,3 km² w porównaniu z dawną rejencją, obszar ten znalazł się w okręgu Chemnitz dzięki przyłączeniu się powiatu Döbeln do nowego powiatu Mittelsachsen.

## Powstałe powiaty
| Powiat                           | Stworzony z                                                                          | Ludność (2005) | Ludność (prognoza 2020) | Pow. (km²) | Podział sprzed reformy z nałożonym nowym podziałem (kolor) Nowy podział Saksonii |
| -------------------------------- | ------------------------------------------------------------------------------------ | -------------- | ----------------------- | ---------- | -------------------------------------------------------------------------------- |
| Budziszyn                        | powiatu Budziszyn, Kamieniec i miasta Wojerce                                        | 342 712        | 282 800                 | 2 391      | Podział sprzed reformy z nałożonym nowym podziałem (kolor) Nowy podział Saksonii |
| Görlitz                          | Niederschlesischer Oberlausitzkreis, powiatu Löbau-Zittau i miasta Görlitz           | 297 785        | 241 400                 | 2 106      | Podział sprzed reformy z nałożonym nowym podziałem (kolor) Nowy podział Saksonii |
| Lipsk                            | powiatów Lipsk i Muldental                                                           | 279 458        | 233 500                 | 1 646      | Podział sprzed reformy z nałożonym nowym podziałem (kolor) Nowy podział Saksonii |
| Miśnia                           | powiatów Miśnia i Riesa-Großenhain                                                   | 264 722        | 219 400                 | 1 452      | Podział sprzed reformy z nałożonym nowym podziałem (kolor) Nowy podział Saksonii |
| Mittelsachsen                    | powiatów Döbeln, Freiberg i Mittweida                                                | 348 725        | 297 500                 | 2 111      | Podział sprzed reformy z nałożonym nowym podziałem (kolor) Nowy podział Saksonii |
| Nordsachsen                      | powiatów Delitzsch i Torgau-Oschatz                                                  | 219 415        | 184 100                 | 2 020      | Podział sprzed reformy z nałożonym nowym podziałem (kolor) Nowy podział Saksonii |
| Erzgebirgskreis                  | powiatów Annaberg-Buchholz, Aue-Schwarzenberg, Mittlerer Erzgebirgskreis i Stollberg | 393 225        | 326 500                 | 1 828      | Podział sprzed reformy z nałożonym nowym podziałem (kolor) Nowy podział Saksonii |
| Sächsische Schweiz-Osterzgebirge | powiatów Sächsische Schweiz i Weißeritz                                              | 262 082        | 217 200                 | 1 654      | Podział sprzed reformy z nałożonym nowym podziałem (kolor) Nowy podział Saksonii |
| Vogtland                         | powiatu Vogtland i miasta Plauen                                                     | 260 210        | 224 100                 | 1 412      | Podział sprzed reformy z nałożonym nowym podziałem (kolor) Nowy podział Saksonii |
| Zwickau                          | powiatów Chemnitzer Land, Zwickauer Land i miasta Zwickau                            | 361 001        | 299 000                 | 949        | Podział sprzed reformy z nałożonym nowym podziałem (kolor) Nowy podział Saksonii |

## Pozostałe miasta na prawach powiatu
| Miasto   | Ludność (2005) | Ludność (prognoza 2020) | Pow. (km²) |
| -------- | -------------- | ----------------------- | ---------- |
| Chemnitz | 249 951        | 208 216                 | 221        |
| Drezno   | 507 513        | 518 000                 | 328        |
| Lipsk    | 510 512        | 520 100                 | 298        |